# ماری‌جوانا در ارمنستان
استفاده از ماری‌جوانا در ارمنستان به صورت کامل غیرقانونی است.

## پس‌زمینه
ماری‌جوانا و حشیش پرمصرف‌ترین مواد تفریحی غیرقانونی در ارمنستان هستند. با این حال مصرف ماری‌جوانا در بین نوجوانان در ارمنستان در بین کشورهای اروپایی پایین‌ترین نرخ (بین ۴ تا ۷ درصد) را دارد. بیشتر مصرف‌کنندگان ماری‌جوانا در ارمنستان مرد هستند. افرادی که با در اختیار داشتن ماری‌جوانا دستگیر بشوند با جریمه‌های سنگین و زندان (میانگین دو ماه) روبه‌رو می‌شوند.

## پیشرفت‌ها
در سال ۲۰۱۹ شایعاتی مبنی بر قانونی شدن ماری‌جوانا در ارمنستان رواج یافت ولی وزارت بهداشت ارمنستان اعلام کرد که فعلاً چنین برنامه‌ای ندارد.
در فوریهٔ ۲۰۲۱ دولت ارمنستان اعلام کرد که برای رشد اقتصادی قصد دارد تا اجازهٔ کشت کپر صنعتی را صادر کند. وزارت اقتصاد اعلام کرد که مجریان قانون و مقامات بر روند تولید کپر نظارت خواهند کرد تا اطمینان حاصل کنند که قوانین مواد مخدر ارمنستان نقض نمی‌شود.
از سال ۲۰۱۹ پیش‌نویس لایحه‌ای در مجلس ملی جمهوری ارمنستان وجود دارد که مصرف مواد سایکو اکتیو را قانونی می‌کند، اما فعلاً این قانون تصویب نشده است.